# Lena Svedberg
Lena Svedberg (Göteborg, 26 aprile 1946 – Stoccolma, 2 luglio 1972) è stata un'artista svedese politicizzata della scena underground di Stoccolma.

## Biografia
Nacque in Svezia nel 1946.
Come artista, si formò alla Royal Academy. Dipingeva muri e pareti di nero, faceva disegni dettagliati e caotici e collaborava con Puss Magazine, rivista underground pubblicata da artisti svedesi tra il 1968 e il 1974. La rivista, uscita in 24 numeri, attaccava sia la destra che la sinistra accusando la politica di essere pornografica quanto le sue illustrazioni esplicite in bianco nero e rosso.
Non desiderando vendere propri lavori al pubblico nonostante disegnasse costantemente, i suoi disegni erano visibili soltanto sul magazine Puss, di cui divenne l'artista politica di punta e anti-imperialista degli anni sessanta.
Influenzò, insieme ad altri artisti politicizzati, la scena politica svedese sessantottina.
Criticò sia la società dei consumi che varie personalità che dipinse con corpi gonfiati e in decomposizione.
Sofferente di anoressia nervosa, morì suicida gettandosi da una finestra nel 1972, a 26 anni.

## Filmografia
- Carl Johan De Geer, Jag Minns Lena Svedberg (in inglese: I remember Lena Svedberg), Svezia, 2000, 6 min.[4]

## Opere
- Lena Svedberg, Cold Feet in Children with Neurological Disorders, Institute of Neuroscience and Physiology, Clinical Neuroscience and Rehabilitation, Sahlgrenska Academy, University of Gothenburg, 2009, ISBN 9162878565